# Эшерни, Франсуа-Луи
Граф Франсуа-Луи Эшерни (фр. François-Louis comte d'Eschern; 24 ноября 1733, Невшатель — 15 июля 1815, Париж) — швейцарский писатель
, дипломат, философ.

## Биография
Представитель знатной семьи и значительного состояния. Социнианин. В возрасте восемнадцати лет совершил поездку в Италию. Вернувшись в Невшатель, продолжил изучение латыни, в 1762 году отправился в Париж. Провёл бо́льшую часть жизни во Франции.
Здесь он встретился с Руссо и стал его восторженным поклонником.
Был принят в Общество энциклопедистов. Часто посещал знаменитый литературный салон мадам Жофрен, куда в течение целых двадцати пяти лет сходились все талантливейшие представители интеллигенции Парижа. Познакомился с А. Л. Тома, Ж. Ф. Мармонтелем, К. Гельвецием. Безуспешно пытался примирить Руссо с Дидро.
Перед тем, как вернулся в Швейцарию, отправился в Германию, затем в Вену, где был принят Марией Терезией и императором Иосифом II, встретился с князем В. А. Кауницем. Посетил Штутгарт, где Карл Евгений, герцог Вюртембергский, знавший его, назначил Эшерни своим камергером (позже он стал камергером короля Вюртемберга).
В 1768 году Эшерни вернулся в Париж.
В 1780 году отправился в Берлин, где был принят королём Пруссии Фридрихом II и принцем Генрихом Прусским, подружился с кабинет-министром Пруссии графом Герцбергом, и был назначен государственным советником короля Пруссии.
Позже с дипломатическими целями был направлен в Варшаву, затем был принят императрицей Екатериной II в Санкт-Петербурге. В 1785 году был в Версале по дипломатическим вопросам, затем переведен в Савойю. В 1787 году вернулся в Вену .
В начале Великой французской революции, горячим сторонником которой он был, вернулся во Францию, но во время господства террора покинул страну вместе с прусским послом, куда возвратился только после 9 термидора и признал, что ошибся во французской революции.
Похоронен на кладбище Пер-Лашез.

## Творчество
Тридцать лет Эшерни занимался работой об эгоизме, но не напечатал её. Оставил большое количество произведений, более остроумных, нежели глубоких, богатых парадоксами и противоречиями. Защитник равенства, противник деспотизма, он тем не менее стоял за привилегии происхождения, за порабощение чернокожих.

## Избранные сочинения
- Les lacunes de la Philosophie (1783)
- Correspondance d’un habitant de Paris avec ses amis de Suisse et d’Angleterre sur les événements de 1789, 1790 et jusqu’au 4 avril 1791 (1791)
- La Philosophie de la politique ou principes généraux sur les institutions sociales où l’on examine les grandes questions de l’Egalité, de la Volonté générale et de la Souveraineté du peuple, et l’abus qu’on a fait de la doctrine de J. J. Rousseau sur ces matières: Precédé de l'éloge de ce Grand Homme, en forme d’introduction (1792)
- De l'égalité ou principes généraux sur les institutions civiles, politiques et religieuses: précédé de L'éloge de J.J. Rousseau, en forme d’introduction, pour servir de suite à la Correspondance d’un habitant de Paris, etc., sur les révolutions de France, Volume 2 (1796)
- Fragments sur la musique, extraits des Mélanges de littérature, philosophie, politique, histoire et morale (1809)
- Mélanges de littérature, d’histoire, de morale et de philosophie contenant… un article de journal par le professeur Leuliette (1811)
- Essai sur la noblesse (1814)
- Œuvres philosophiques, littéraires, historiques et morales, contenant… un article de journal, par le professeur Leuliette. 2e édition, augmentée de quatre discours ou traités… (1814)
- Tableau historique de la Révolution jusqu'à la fin de l’Assemblée Constituante (1815)
- Éloge de J.-J. Rousseau, ou Examen de sa philosophie, de ses opinions, de ses ouvrages